# Yambeshi
La Yambeshi ou Yembesi est une rivière du bassin du fleuve Congo, dans le Bandundu en République démocratique du Congo, et un affluent de la Kwenge. 